# HD 39927
HD 39927，又名BD-04 1291，SAO 132653、HR 2071，是一颗恒星，视星等为6.28，位于銀經210.84，銀緯-14.6，其B1900.0坐标为赤經5h 50m 39.3s，赤緯-4° -14.6′ 16″。